# Unified Medical Language System
El Sistema de Llenguatge Mèdic Unificat (en anglès, Unified Medical Language System, UMLS) és un compendi de molts vocabularis controlats de les ciències biomèdiques, creat el 1986.
L'UMLS consisteix en fonts de coneixement (bases de dades) i un conjunt d'eines de programari; el sistema està destinat a ser utilitzat principalment per desenvolupadors de sistemes d'informàtica biomèdica. També proporciona la base per al processament del llenguatge natural; proporciona una estructura de mapatge entre aquests vocabularis i, per tant, permet traduir paraules entre els diferents sistemes de terminologia. També es pot considerar un tesaurus i un diccionari d'ontologia integral de conceptes biomèdics.
L'UMLS va ser dissenyat i és mantingut per la Biblioteca Nacional de Medicina dels Estats Units (US National Library of Medicine), que l'actualitza trimestralment i es pot utilitzar de forma gratuïta. El projecte va ser iniciat el 1986 per Donald A.B. Lindberg, Doctor en Medicina, quan era Director de la Biblioteca de Medicina.

## Propòsit i aplicacions
El nombre de recursos biomèdics disponibles per als investigadors és enorme. Sovint, això és un problema quan es busca informació entre la literatura mèdica causa del gran volum de documents existent. L'objectiu de l'UMLS és millorar l'accés a aquesta literatura, facilitant el desenvolupament de sistemes informàtics que entenguin el llenguatge biomèdic. Això s'aconsegueix superant dues barreres importants:
- la varietat de formes en què s'expressen els mateixos conceptes en diferents fonts llegibles per la màquina i per diferents persones.
- la distribució d'informació útil entre moltes bases de dades i sistemes dispars.

## Llicències
Els usuaris del sistema han de signar un «UMLS agreement» (d'acord amb l'UMLS) i presentar informes breus d'ús anual.
Els usuaris acadèmics poden utilitzar gratuïtament l'UMLS amb finalitats de recerca i investigació.
L'ús comercial o de producció requereix llicències de drets d'autor per a algunes de les fonts dels vocabularis incorporats.